# Белмонт (Міссісіпі)
Белмонт (англ. Belmont) — місто (англ. town) в США, в окрузі Тішомінґо штату Міссісіпі. Населення — 1859 осіб (2020).

## Географія
Белмонт розташований за координатами 34°30′18″ пн. ш. 88°12′30″ зх. д. / 34.50500° пн. ш. 88.20833° зх. д. (34.505035, -88.208306).  За даними Бюро перепису населення США в 2010 році місто мало площу 12,08 км², з яких 12,05 км² — суходіл та 0,03 км² — водойми.

## Демографія
Згідно з переписом 2010 року, у місті мешкала 2021 особа в 792 домогосподарствах у складі 565 родин. Густота населення становила 167 осіб/км².  Було 911 помешкання (75/км²).
Расовий склад населення:
| - 88,9 % — білих - 0,2 % — корінних американців - 0,2 % — чорних або афроамериканців - 0,1 % — азіатів - 9,4 % — осіб інших рас |

До двох чи більше рас належало 1,2 %. Частка іспаномовних становила 11,6 % від усіх жителів.
За віковим діапазоном населення розподілялося таким чином: 29,2 % — особи молодші 18 років, 56,1 % — особи у віці 18—64 років, 14,7 % — особи у віці 65 років та старші. Медіана віку мешканця становила 34,3 року. На 100 осіб жіночої статі у місті припадало 93,4 чоловіків;  на 100 жінок у віці від 18 років та старших — 86,2 чоловіків також старших 18 років.
Середній дохід на одне домашнє господарство  становив 45 568 доларів США (медіана — 32 418), а середній дохід на одну сім'ю — 55 154 долари (медіана — 37 417). Медіана доходів становила 30 270 доларів для чоловіків та 27 222 долари для жінок. За межею бідності перебувало 23,7 % осіб, у тому числі 38,8 % дітей у віці до 18 років та 8,5 % осіб у віці 65 років та старших.
Цивільне працевлаштоване населення становило 888 осіб. Основні галузі зайнятості: виробництво — 27,9 %, освіта, охорона здоров'я та соціальна допомога — 16,2 %, роздрібна торгівля — 12,3 %.